# Бикбов, Александр Тахирович
Александр Тахирович Бикбов — социальный теоретик, специалист в области политической социологии, социологии общественных движений, исторической социологии понятий, социальной и культурной истории XX века, социологии управления наукой и культурой.

## Биография

### Образование
Выпускник Социологического факультета Московского государственного университета (1996), Французского университетского Коллежа (1997), Московской Высшей школы социальных и экономических наук (1997), кандидат социологических наук (2003).

### Научная карьера
Сотрудник Института социологии РАН (1998—2003), преподаватель Смольного института свободных искусств и наук в Петербурге (2004—2006), ассоциированный сотрудник Центра Мориса Хальбвакса в Париже (2007—2016), заместитель директора Центра современной философии и социальных наук Философского факультета МГУ (2009—2017), приглашенный профессор в Институте политических наук (SciencesPo) в Бордо (2011), преподаватель Высшей школы экономики (2013—2014), приглашенный профессор в Высшей школе социальных наук (Париж) (2017—2021), приглашенный профессор Института Юрия Лотмана в Рурском Университете (Бохум, Германия) (2023—2024).

### Редакторская деятельность
Редактор журнала «Логос» (2002—2019), редактор журнала о книгах «Пушкин» (2008—2011), со-модератор блога-портала «Движение» (2008—2011), редактор международного журнала Laboratorium (2009—2012).

## Научные интересы
А. Бикбов специализируется по вопросам социологии знания, восприятия социальных неравенств, субъективности и структуры общественных движений, исторической социологии понятий, социологии политики, социальной и культурной истории послевоенного СССР. Регулярно выступает в российских и в международных СМИ с интервью и со статьями об исторических сдвигах в структуре современных обществ, реформах образования и науки, коммерциализации государственного управления, публичной роли интеллектуала, логиках гражданского протеста и низовой политической самоорганизации, о современном национализме и расизме.
С конца 1990-х — переводчик и редактор переводов французской социологической литературы: классических работ Мориса Хальбвакса («Социальные классы и морфология»), Пьера Бурдьё («Практический смысл», «Политическая онтология Мартина Хайдеггера» и ряда статей), Мишеля Фуко, а также Л. Пэнто, Ш. Сулье, Ж.-Л. Фабиани и др.
С 2000-х гг. А. Бикбов активно проводит сопоставительное изучение активистских практик, визуальной антропологии восприятия индивидами общественного устройства, политической истории науки и государственных реформ, а также практик поддержания порядка в России и во Франции.
В 2011—2017 годах организовал и курировал Научно-исследовательскую инициативу (НИИ митингов), результатом работы которой стали многочисленные статьи и публикации.

### Историческая социология понятий
В своем труде «Грамматика порядка: историческая социология понятий, которые меняют нашу реальность», отталкиваясь от исследований Райнхарта Козеллека, А. Бикбов анализирует историю четырёх ключевых понятий русскоязычного политического лексикона: «средний класс», «социалистический гуманизм», «гармонически развитая личность» и «научно‑технический прогресс». Обратившись к обширному корпусу дореволюционных, советских и постсоветских текстов, он показывает, как понятия, исходно не являющиеся политическими, захватываются политической речью, которая меняет их смыслы и транслирует те в сферы науки, образования, культуры. Поставив цель строгого синтеза понятийной истории с политической социологией,  в своем исследовании Бикбов разрабатывает новую методологию, которую формулирует следующим образом: 
Главная методологическая задача исследования […] состоит в том, чтобы верно определить силовые источники и векторы смещений в социальной семантике понятий. 

Автор предлагает социогенетический способ раскодирования понятий, который реконструирует их смысл как непосредственный результат социальных взаимодействий, межпозиционной борьбы и институциализирующих практик. 
Бикбов направляет свой анализ не на реконструкцию авторских интенций и их воплощение в высказывании, а на рассмотрение понятий как элементов анонимных практик, в рамках которых они предстают то инструментами административного картографирования социальной действительности, то средствами борьбы социальных групп, то способами дискурсивного самоутверждения академических элит. 
Заключительная часть книги посвящена анализу академических практик, где автор показывает сращивание научного и административного дискурса в позднесоветскую эпоху на примере становления советской социологии, а также анализирует процесс дерегуляции русскоязычного академического знания в начале XXI века, который приводит к легитимации в гуманитарном знании националистических и шовинистских идей, толерантно воспринимаемых интеллектуальной средой.
В 2014 г. книга «Грамматика порядка» была отмечена премией «Общественная мысль» и получила одобрительные рецензии российских и зарубежных исследователей.

### Критика неолиберализма и неомеркантилизма
С конца 2000-х годов Бикбов развивает тезис о неолиберальных тенденциях в управлении обществом, в особенности в культурной сфере, приводящего к усугублению имущественного неравенства и к падению общего уровня культуры значительной части населения.
Публицистику А. Бикбова отличает последовательная критика национал-консерватизма (в том числе в академической среде), ультраправых и фашистских движений. Социолог выступил экспертом в деле Александра Кольченко.
С началом полномасштабного вторжения России в Украину А. Бикбов анализирует переход к неомеркантилистскому управлению Россией и с этой точки зрения уточняет сдвиги в структурах государственной власти и экономического обмена с середины 2010-х годов. Анализируя сопровождающие этот процесс рост авторитаризма и цензурного давления на гражданское общество, Бикбов демонстрирует, что сопротивление и протест не исчезают, но принимают иные, в том числе непубличные формы. 

## Публицистическая деятельность
А. Бикбов регулярно дает интервью и выступает в качестве приглашенного эксперта российскими и европейскими средствами массовой информации: Radio France internationale и Deutsche Welle на русском языке, телеканалом LCI и радиостанцией FranceCulture на французском языке, телеканалом France24 на английском языке, а также итальянской радиостанцией Radio radicale. Кроме того, ученый сам выступил в роли интервьюера историка психоанализа Элизабет Рудинеско, редактора французского журнала Esprit Марка-Оливье Падиса, историка Митчелла Дина, адвоката Станислава Маркелова, заместителя министра образования Андрея Фурсенко.
Социолог также выступает с публичными лекциями для образовательных и общественных инициатив.